# نیکولت لارسون
نیکولت لارسون (زاده ۱۷ ژوئیه ۱۹۵۲ - درگذشته ۱۶ دسامبر ۱۹۹۷) یک خواننده آمریکایی بود. او شاید بیشتر به خاطر کارش در اواخر دهه ۱۹۷۰ با نیل یانگ و تک آهنگ موفق یانگ " عشق لوتا " در سال ۱۹۷۸ شناخته می‌شود
تا سال ۱۹۸۵، او تمرکز خود را بر روی موسیقی کانتری معطوف کرد و شش بار در چارت تک آهنگ‌های کانتری ایالات متحده قرار گرفت.
نیکولت لارسون در هلنا، مونتانا به دنیا آمد. استخدام پدرش در وزارت خزانه داری ایالات متحده، جابجایی مکرر خانواده را ضروری کرد. او از دبیرستان در کانزاس سیتی، میسوری فارغ‌التحصیل شد، جایی که سه ترم در دانشگاه میسوری تحصیل کرد.
او در سال ۱۹۹۷ بر اثر ادم مغزی و نارسایی کبد درگذشت.